# Neolitsea purpurascens
Neolitsea purpurascens är en lagerväxtart som beskrevs av Y.C. Yang. Neolitsea purpurascens ingår i släktet Neolitsea och familjen lagerväxter. Inga underarter finns listade i Catalogue of Life.